# Іцхак Башевіс Зінґер
І́цхок (І́цхак) Баше́віс Зі́нґер (також Ісаак Башевіс Зінґер, їд. יצחק באַשעװיס זינגער, англ. Isaac Bashevis Singer, Айзек Башевіс, івр. יצחק בשביס-זינגר; 14 липня 1904, Радзимін, Польща — 24 липня 1991, Серфсайд, Флорида) — американо-єврейський письменник польського походження. Лауреат Нобелівської премії з літератури за 1978 рік. Писав мовою їдиш.

## Життєпис
Дитинство та юність майбутнього письменника пройшли в польськомовному середовищі (місто Білгорай на Галичині — батьківщині матері Ісаака), сюжети з життя якого пізніше знайшли своє художнє відображення у прозі Зінґера (наприклад, романі «Сатана в Горай» тощо).
З 1933 року проживав у Нью-Йорку, США. Автор романів «Двір», «Шоша», «Спадщина».
Літературна критика вважала письменника послідовником Т. Манна, Е-М. Ремарка, К. Гамсуна, Д'Аннунціо, а також відзначала, що І. Зінґеру вдалося об'єднати двох Гоголів — українського й єврейського, які обидва йшли від українського та єврейського фольклору.

## Твори
Тут подаються роки друку перекладів англійською мовою. Для деяких праць Зінґера, друк творів в оригіналі, їдишем, передував появі англійських перекладів на 10—20 років.
- «Сім'я Мускат» 1950
- «Сатана в Горай» (1955)
- «Чарівник із Любліна» (1960)
- «Раб» (1962)
- «Мазл і шлимазл» (1967)
- «Маєток» (1967)
- «Садиба» (1969)
- «Ілія, раб» (1970)
- «Жертва Вістули» (1970)
- «Торпсі-турві, китайський імператор» (1971)
- «Вороги, історія кохання» (1972)
- «Грішне місто» (1972)
- «Хасидим» (1973)
- «Хелмскі дурні» (1975)
- «Казкар Нафталі та його кінь Сус» (1976)
- «Шоша» (1978)
- «Юнак у пошуках любові» (1978)
- «Розкаюваний» (1983)
- «Ноах вибирає голуба» (1984)
- «Цар полів» (1988)
- «Піна» (1991)
- «Сертифікат» (1992)
- «Мешуга» (1994)
- «Тіні над Гудзоном» (1997)

## Переклади українською
- Іцхак Башевіс Зінґер. Чому кричали гуси?. Переклад з їдишу: Фаїна Горбач. Київ: журнал «Всесвіт». 1993 № 9-10
- Ісаак Башевіс Зінґер. Корона з пір'я", «Кабаліст зі Східного Бродвею». Переклад з їдишу: Людмила Нор. // Київ: Художньо-публіцистичний альманах «Єгупець» № 23, 2013. 400 стор.: стор. 11—38 (переглянути [Архівовано 9 січня 2017 у Wayback Machine.])
- Ісаак Башевіс Зінґер. Раб. Шоша / пер. з анг. Ярослава Стріха. — К. : Дух і Літера, 2020. — 512 с. — ISBN 978-966-378-773-2.